# Lohmühle (Weißdorf)

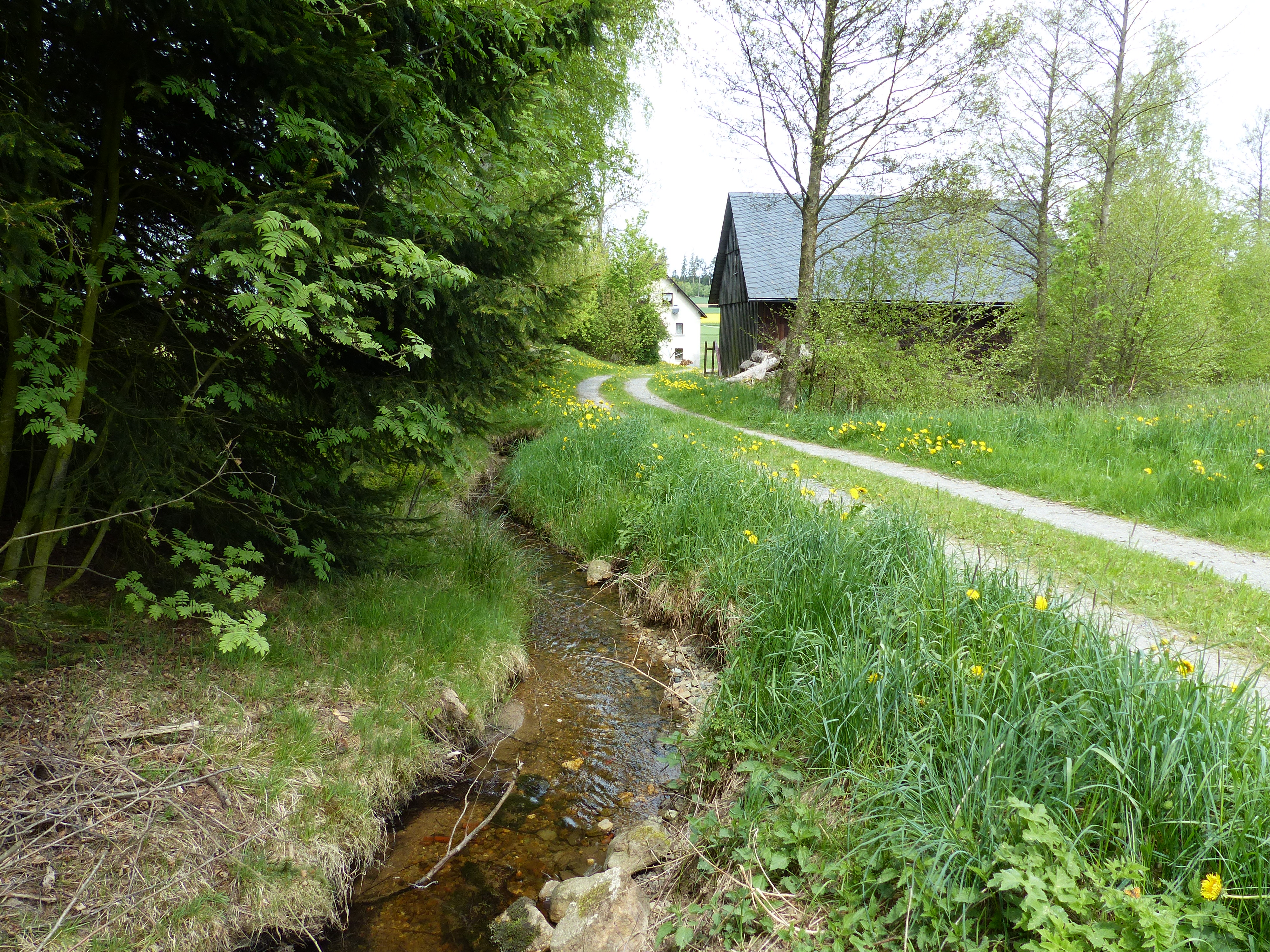
Zufahrt zur Lohmühle

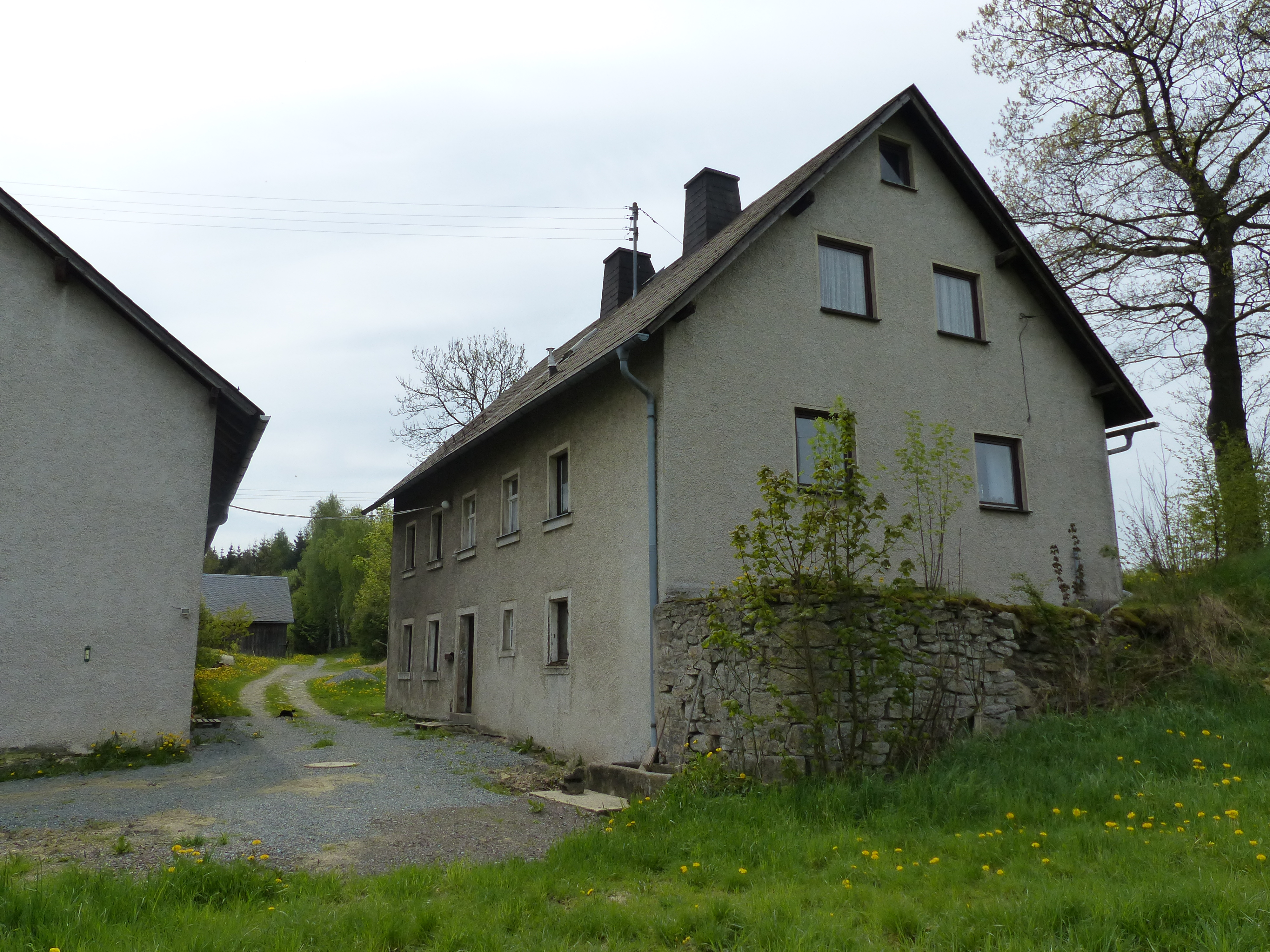
Hauptgebäude mit Mauerrest

Lohmühle ist ein Gemeindeteil der Gemeinde Weißdorf im Landkreis Hof (Oberfranken, Bayern). Lohmühle liegt in der Gemarkung Hallerstein.

## Geographie
Die Einöde liegt am Fuß des Waldsteins an der Förmitz, der dort von rechts der Kleinbach zufließt. Ein Wirtschaftsweg führt zur Staatsstraße 2176 (0,6 km südlich) bzw. nach Förmitz (1,5 km nordöstlich).

## Geschichte
Die Getreidemühle wurde 1568 erstmals urkundlich erwähnt. Erhalten geblieben ist die Radstube. Vom heutigen Bachlauf aus sind Geländespuren, die auf eine Kanalisierung hindeuten, parallel zum Weg deutlich erkennbar. Der Betrieb wurde Anfang der 1960er Jahre eingestellt.
Lohmühle gehörte zur Realgemeinde Benk. Gegen Ende des 18. Jahrhunderts bestand Lohmühle aus einem Anwesen. Die Hochgerichtsbarkeit stand dem bayreuthischen Stadtrichteramt Münchberg zu. Das bayreuthische Amt Hallerstein war Grundherr der Mühle.
Von 1797 bis 1810 unterstand Lohmühle dem Justiz- und Kammeramt Münchberg. Infolge des Ersten Gemeindeedikts wurde Lohmühle dem 1812 gebildeten Steuerdistrikt Hallerstein und der zugleich entstandenen Ruralgemeinde Hallerstein zugeordnet. Im Zuge der Gebietsreform in Bayern wurde Lohmühle am 1. Juli 1976 in die Gemeinde Weißdorf eingegliedert.

### Einwohnerentwicklung
| Jahr      | 1812  | 1819   | 1861   | 1871   | 1885   | 1900   | 1925   | 1950   | 1961   | 1970   | 1987  |
| Einwohner | 5     | *      | 4      | 6      | 6      | 4      | 5      | 6      | 4      | 5      | 5     |
| Häuser    | 1     |        |        |        | 1      | 1      | 1      | 1      | 1      |        | 1     |
| Quelle    | [ 7 ] | [ 10 ] | [ 11 ] | [ 12 ] | [ 13 ] | [ 14 ] | [ 15 ] | [ 16 ] | [ 17 ] | [ 18 ] | [ 1 ] |

## Religion
Lohmühle ist bis heute nach St. Maria (Weißdorf) gepfarrt und seit der Reformation evangelisch-lutherisch geprägt.